# Avoué (France)
Pour les articles homonymes, voir Avoué.
En France, un avoué était un juriste, officier ministériel et un auxiliaire de justice chargé de la représentation (fait d'accomplir des actes de procédures au nom et pour le compte du client, aussi appelé « postulation ») des parties auprès des cours d'appel.
En vertu de la loi du 25 janvier 2011 portant réforme de la représentation devant les cours d'appel, la profession d'avoué a disparu le 1er janvier 2012.

## Histoire
La scission entre les professions d'avocat (chargé de plaider) et de procureur (chargé de représenter) remonte au XVe siècle. Les avoués sont institués par la loi des 29 janvier et 20 mars 1791 pour remplacer les procureurs. Supprimés par la loi du 3 brumaire an II (24 octobre 1793), ils sont rétablis par la loi du 27 ventôse an VIII (18 mars 1800) et deviennent des officiers ministériels. Il existe alors des « avoués de première instance » et des « avoués d'appel ».
La réunion des professions d'avocat et d'avoué est évoquée au moins depuis une proposition de Georges Clemenceau en 1902 mais ce projet se heurte à des obstacles comme celui du rachat des charges mais aussi celui de la complexité des procédures d'appel. Le projet est relancé à partir de 1968 avec deux options possibles : la simple fusion des professions d'avocat et d'avoué ou « petite réforme » et la création d'une profession nouvelle intégrant les conseils juridiques ou « grande réforme ». Les débats au sein des professions concernées puis au Parlement conduisent alors à la loi no 71-1130 du 31 décembre 1971 qui ne réalise ni la petite ni la grande réforme. 
Les professions d'avocat et d'avoué ne sont fusionnées qu'auprès des tribunaux de grande instance. Les agréés près les tribunaux de commerce sont aussi fusionnés avec les avocats, ce qui constitue une partie de la « grande réforme », mais les conseils juridiques restent à part jusqu'en 1990.
Le rapport d'information parlementaire de Christian Cointat souligne les difficultés rencontrées par les avoués.
Le monopole des avoués semblait remis en question au regard des règles européennes, plus particulièrement au regard du principe de libre concurrence. Le projet de directive Bolkestein a notamment remis ce débat sur le devant de la scène,. 
La proposition 213 de la Commission pour la libération de la croissance française, publiée en janvier 2008, a proposé de supprimer les avoués.
La Chancellerie a annoncé, le 10 juin 2008, la mise en œuvre de cette proposition, mettant en avant, d'une part, la volonté d'un accès à l'appel plus aisé pour les justiciables et, d'autre part, la non-compatibilité des règles d'accès à la profession d'avoué avec le principe de libre concurrence. Il était envisagé la représentation obligatoire par avocat devant la cour d'appel, et le transfert du monopole de l'avoué aux avocats inscrits aux barreaux du ressort de la cour d'appel. Cette solution est radicalement différente de celle qui se pratique déjà en Alsace-Moselle, où il y a un mandataire spécialisé devant la cour qui est l'avocat d'appel. Il a d'ailleurs été indiqué par la Chancellerie que la situation du barreau de cour perdurerait en Alsace-Moselle alors qu'ailleurs, le mandataire spécialisé qu'est l'avoué devrait disparaître. 
Le projet de loi de fusion des professions d'avoué et d'avocat au 1er janvier 2012 a été présenté le 3 juin 2009. Le texte a été adopté par le Parlement par un vote du Sénat le 21 décembre 2010. Après examen par le Conseil constitutionnel, le projet est promulgué et devient la loi no 2011-94 du 25 janvier 2011 portant réforme de la représentation devant les cours d'appel. 
Cette loi a entraîné la suppression de la profession d'avoué le 1er janvier 2012. Elle organise l'indemnisation des offices d'avoués à la cour par le biais du recours à la procédure du juge de l'expropriation. Le coût de cette réforme est supporté par le justiciable, qui était redevable d'une taxe de 150 euros payable sous la forme d'un timbre fiscal dont il convient de s'acquitter à l'introduction de toute procédure d'appel. À partir du 1er janvier 2015, cette taxe a été portée à 225 euros et ce, jusqu'au 31 décembre 2026,.

## Formation et nomination
Le métier d'avoué était accessible à tout titulaire d'une maîtrise en droit (quatre années d'études supérieures dans l'une des nombreuses UFR de droit), accompagné d'un stage de 2 ans dans une étude. À l'issue de ce stage, il convenait de passer un examen professionnel.
Les avoués devaient acheter une charge. Ils étaient alors nommés par le garde des Sceaux et prêtaient serment devant la cour d'appel.

## Missions
Leur compétence était limitée au ressort de la cour d'appel auprès de laquelle ils étaient institués pour exercer leur ministère. Ils pouvaient être désignés afin de représenter des justiciables bénéficiaires de l'aide juridictionnelle.
Ils ne pouvaient intervenir que devant la cour d'appel et n'avaient pas la possibilité de poursuivre leur office devant la Cour de cassation, la représentation et la plaidoirie étant un monopole des avocats aux conseils.
Dans la procédure avec représentation obligatoire, les avoués avaient seuls qualité pour représenter les parties et conclure en leur nom.
L’avoué était donc le seul représentant des parties devant la cour d’appel en matière civile et commerciale. Son ministère n'était pas obligatoire en matière pénale, sociale et de baux ruraux, mais rien ne l'empêchait d'intervenir pour assister un client ; il n'agissait plus en ce cas comme officier ministériel mais comme simple professionnel du droit indépendant.
Spécialiste de la procédure d'appel, il était chargé de l’instruction et de la mise en œuvre du dossier devant la cour, et était l’unique interlocuteur des magistrats de la cour. Il était donc chargé d'effectuer tous les actes relatifs à la procédure d'appel (la postulation), et le cas échéant, en l'absence d'avocat, de faire connaître les prétentions de son client et de conclure en son nom (la rédaction des conclusions).
À la différence d'un avocat, l'avoué ne plaidait traditionnellement pas.
L'avoué effectuait également des consultations juridiques, notamment en vue de conseiller son client sur l'opportunité d'un appel. Il pouvait aussi apporter ce conseil à l'avocat du client.
Il n'y avait pas d'avoués dans les cours d'appel siégeant outre-mer ni dans les départements d'Alsace-Moselle (Moselle, Bas-Rhin, Haut-Rhin). En Alsace-Moselle, les avocats devaient choisir de postuler soit devant le tribunal de grande instance, soit devant la cour d'appel. Outre-mer, les avocats exercent l'ensemble des activités de représentation et de postulation.

## Organisation de la profession
Au siège de chaque cour d'appel, les avoués étaient représentés au sein d'une compagnie qui jouait le rôle d'un ordre professionnel et disposait d'un pouvoir disciplinaire. Il existait en outre une chambre nationale des avoués.

## Statistiques
Le 1er janvier 2011, il y avait 433 avoués en France, dont 146 femmes[réf. nécessaire], qui exerçaient leur profession dans 231 études, employant 2 100 salariés. Des inquiétudes quant à l'avenir de ces derniers ont été exprimées dans le rapport parlementaire préparatif à la réforme.

### Filmographie
- Disparition programmée, 2010, réalisé par Baptiste Garenne et William Buzy.